# دنيس لافي
دنيس لافي (بالإنجليزية: Dennis Levy)‏ هو وكيل نيابة أمريكي، ولد في 26 ديسمبر 1948 في وويومينغ في الولايات المتحدة.